# Liste de mangas de Square Enix
Cet article propose une liste de mangas de Square Enix classés par magazine.

## Magazines actuels

### Monthly Shōnen Gangan
- Code Age Archives
- Doubt
- Dragon Quest Warrior of Eden
- Dragon Quest Monsters +
- Flash Kimengumi
- Fullmetal Alchemist
- Hajimete no Koushien
- Higurashi no naku koro ni
  - HnNKn Himatsubushi hen
- Jungle ha Itsumo Hare nochi Guu
  - Haré + Guu
- Kingdom Hearts
  - Kingdom Hearts: Chain of Memories
  - Kingdom Hearts II
- Mahoujin guru guru
- Mamotte shugogetten 1re édition
- Matantei Loki 1re édition
- Material puzzle
- Nankoku shōnen Papuwakun
- Pandora Hearts
- PAPUWA
- Saga of Queen Knight
- Seirei no Moribito
- Silvery Crow
- Soul Eater
- Spiral ～Suiri no Kizuna～
  - Spiral Alive
- 666 Satan
- Star Ocean: Second Story
- Star Ocean Blue Sphere
- Star Ocean: Till the End of Time
- The Violinist of Hameln
- Tokyo Underground
- Totsugeki! Papparatai
- Tsugai - Daemons of the Shadow Realm
- UFO Princess VAlkyuRIE
- Vampire Juujikai

### Monthly GFantasy
- Asagaya Zippy
- Ara-Gami-Hime
- Bloody Cross
- Cresent Noise 1re édition
- Dragon Quest Princess Alena
- Durarara!!
- E'S
- Fire Emblem: Ankoku Ryū to Hikari no Tsurugi
- Fire Emblem Gaiden
- Fire Emblem: Seisen no Keifu
- Fire Emblem: Thracia 776Hana no Shinkengumi
- Higurashi no naku koro ni
  - HnNKn Tatarigoroshi-hen
  - HnNKn Yoigoshi-hen
- Kamiyomi
- Black Butler (Kuroshitsuji)
- Majokko Sentai Pastelion
- Nabari no Ou
- Pani Poni
  - Behoimi-chan
- Pandora Hearts
- platonic chain
- Souta-kun no Akihabara Funtouki
- Superior Cross
- Switch
- Tales of Destiny
- Tales of Destiny 2
- To Heart 2～colorful note～
- Yume Kui Ken Bun
- Yuusha wa Tsuraiyo
- Zombie-Loan

### Young Gangan
- Bamboo Blade
- Darker Than Black Shikkoku no Hana
- Dragons Heaven
- Dragon Quest Emblem of Roto ～Monsho wo tsugumono tachie～
- Dungeon ni Deai o Motomeru no wa Machigatte Iru Darou ka
- Hameln no violin-hiki Shchelkunchik
- Hanamaru Youchien
- Jackals
- Kurokami
- Manhole
- Saki
- Sekirei
- Sumomomo Momomo -Chijou Saikyou no Yome-
- Übel Blatt
- Working!!
- +Tic Elder Sister

### Monthly Gangan Joker
- Arachnid
- "Bungaku Shōjo" to Shinitagari no Piero (transféré du Gangan Powered)
- Comme sur un nuage
- Corpse Party: Blood Covered (transféré du Gangan Powered)
- Damekko Kissa Dear
- Dusk Maiden of Amnesia
- Eighth
- Gugure! Kokkuri-san
- Hatsukiai
- Himawari
- Inu x Boku Secret Service
- Love x Rob x Stockholm
- Manabiya
- Natsu no Arashi! (transféré du Gangan Wing)
- NEET Princess Terrass
- Prunus Girl
- Rail Aile Bleue
- Red Eyes Sword: Akame ga Kill!
- Scumbag Loser
- Sengoku Strays (transféré du Gangan Wing)
- Seto no Hanayome (transféré du Gangan Wing)
- Shitsurakuen
- The Great Jahy Will Not Be Defeated!
- Today's Great Satan II
- Umineko no Naku Koro ni (transféré du Gangan Powered)
- Yandere Kanojo

### Monthly Big Gangan
- Bamboo Blade
- My Teen Romantic Comedy SNAFU
- Oreshura
- Patéma et le monde inversé
- Red Eyes Sword Zero: Akame ga Kill! Zero
- Saenai Heroine no Sodatekata
- Tales of Wedding Rings
- Übel Blatt

### Gangan Online
Le Gangan Online (ガンガンオンライン, Gangan Onrain) est un webzine gratuit publiant des mangas et des romans édité par Square Enix. Il a été lancé le 2 octobre 2008.
- Ai wa Noroi no Nihon Ningyou
- Alba Rose no Neko
- Asao-san to Kurata-kun
- Amanonadeshiko
- Aphorism (transféré du Gangan Wing)
- Barakamon
- By the Grace of the Gods
- Buyuuden Kita Kita
- Chokotto Hime (transféré du Gangan Wing)
- Cyoku!
- En Passant
- Esoragoto
- Hyakuen!
- Karasu-tengu Ujyu
- Kyou mo Machiwabite
- Lucika Lucika
- Oji-chan Yuusha
- Pochi Gunsō
- Run Day Burst (transféré du Shonen Gangan)
- Seitokai no Wotanoshimi.
- Sengoku Sukuna
- Shikisou
- Shougakusei Host Pochi
- Tokyo Innocent (transféré du Gangan Wing)
- La Vengeance du souffre-douleur
- Wa!
- Wandering Witch
- Watashi ga Motenai nowa dō kangaetemo Omaera ga Warui!

## Anciens magazines
Les magazines suivants ne sont plus publiés par Square Enix.

### Monthly Gangan Wing
Monthly Gangan Wing (月刊ガンガンWING, Gekkan Gangan Wing) était un magazine édité par Square Enix spécialisé dans les shōnen. La dernière édition du magazine était celle de mai 2009 qui est sortie le 21 mars 2009. Il fut par la suite remplacé par le Gangan Joker. 
- Alice on Deadlines
- Aphorism
- Ark
- Brothers
- Chokotto Hime
- Dear
- Enchanter
- Fire Emblem Hikari wo Tsugumono
- Higurashi no naku koro ni
  - HnNKn Watanagashi-hen
  - HnNKn Kai Meakashi-hen
- Ignite
- KAMUI
- Kon Jirushi
- Mabino x Style
- Mahoraba
- Majipikoru
- Natsu no arashi!
- NecromanciA
- Otoshite Appli Girl
- Radiata Stories the Song of Ridley
- Sai Drill
- Sengoku Strays
- Seto no Hanayome
- Shyo Shyo Rika
- Stamp Dead
- Tales of Eternia
- Tenshou Yaoyorozu
- Tokyo Inocent
- Vampire Savior: Tamashii no Mayoigo
- Warasibe
- Watashi no Messiah-sama
- Watashi no Ookami-san
- Wild Arms 4

### Gangan Powered
Gangan Powered (ガンガンパワード, Gangan Pawādo) était un magazine spécialisé dans les shōnen édité par Square Enix. La dernière édition du magazine est celle d'avril 2009 qui est sortie le 21 février 2009. Il fut par la suite remplacé par le Monthly Gangan Joker.
- Blan no Takushoku -Bloody dining-
- "Bungaku Shōjo" to Shinitagari no Piero
- Final Fantasy XII
- He Is My Master
- HEAVEN
- Higurashi no naku koro ni
  - HnNKn Onikakushi hen
  - HnNKn Reponse Tsumihoroboshi hen
- Juushin Enbu
- Lovely Dictionary
- Lumikiss
- Megane x Parfait
- Nusunde Lilith
- Princess of Mana (Manga de la serie Mana)
- Sakaidochou Kidan
- Shining Tears
- Superior
- Umineko no Naku Koro ni
- Valkyrie Profile 2: Silmeria